# Ermogenīs Christofī
Ermogenīs Christofī (in greco: Ερμογένης Χριστοφή; 21 settembre 1974) è un ex calciatore cipriota, di ruolo centrocampista.

## Carriera

### Club
Ha giocato nella massima serie cipriota con AEL Limassol e Anorthosis Famagosta.

### Nazionale
Nel 1999 ha giocato la sua unica partita con la nazionale cipriota.